# Odpowiedź odpornościowa swoista
Odpowiedź odpornościowa swoista, odpowiedź immunologiczna swoista, odpowiedź immunologiczna adaptacyjna to gałąź odpowiedzi odpornościowej, w której główną rolę odgrywają mechanizmy swoiste. Ponieważ jedynymi komórkami, które są odpowiedzialne za specyficzne rozpoznanie antygenu są limfocyty, odpowiedź swoista jest uzależniona właśnie od ich działania. Podstawą rozwoju odpowiedzi swoistej są zjawiska prezentacji antygenu oraz selekcji klonalnej, pozwalają one bowiem na wyodrębnienie z puli wszystkich limfocytów jedynie tych, które mogą rozpoznawać dany antygen.
W odróżnieniu od odpowiedzi odpornościowej nieswoistej, w którą wyposażone są wszystkie wielokomórkowe organizmy żywe, odpowiedź odpornościowa swoista została wytworzona jedynie u kręgowców. 
Należy podkreślić, że wyodrębnianie odpowiedzi swoistej i nieswoistej jest, w świetle dzisiejszych badań, jedynie swego rodzaju umową. Można wprawdzie wyodrębnić limfocyty, ale z jednej strony, rozwój odpowiedzi swoistej jest niemożliwy bez udziału czynników nieswoistych, takich jak dopełniacz, czy też nieswoiście działających komórek, takich jak neutrofile czy makrofagi. Z drugiej strony, przeciwciała oraz limfocyty Th, działające swoiście, wykazują także silny wpływ na odpowiedź nieswoistą. Obecnie można więc przyjąć, że pod pojęciem odpowiedzi swoistej umieszczać możemy:
- działanie przeciwciał i limfocytów B
- aktywność limfocytów T pomocniczych
- aktywność limfocytów T cytotoksycznych

Inne populacje limfocytów, np. limfocyty NKT, mogą stać na pograniczu odpowiedzi swoistej i nieswoistej. Zawsze jednak pamiętać należy o umownym znaczeniu pojęcia odpowiedzi swoistej.